# Манучар I Дадиани
Манучар I Дадиани (? — 1611) — Владетельный князь (мтавари) Мегрелии (1590—1611).

## Происхождение
Был сыном Владетеля Мегрелии Мамии IV Дадиани от брака с дочерью владетеля Гурии Ростома Гуриели.

## Биография
Взошел на престол после смерти отца Мамии IV. 
Когда в Имерети вступили войска царя Картли Симона I, укрыл в своих владениях последнего из имеретинских царевичей — Ростома (внука царя Баграта III). Царь Симон потребовал от Манучара выдать царевича. Манучар, оскорбленный этим требованием, собрал войско и вместе с царевичем и преданными ему людьми выступил против царя Картли и разгромил его (вынудив покинуть Имерети). 
Затем Манучар привел Ростома в Кутаиси и благословил его на царство. Погиб на охоте — стадо оленей увлекло его и убило.

## Семья
Был женат первым браком на Нестан-Дареджан, дочери царя Кахети Александра II, умерла в 1591 году при родах. В этом браке родился
- Леван II (1591—1657), Владетельный князь Мегрелии (1611—1657)

Вторым браком с 1592 года был женат на Тамаре, дочери атабага Самцхе-Саатабаго Кайхосро II Джакели. В этом браке родились:
- Эрекле, князь
- N.(дочь), княжна, монахиня.
- Иессе (Иосиф), князь
- Мариам (? — 1682), княжна. Была замужем в первом браке за Владетелем Гурии Симоном I Гуриели, во втором браке за царем Картли Ростомом и в третьем за царем Картли Вахтангом V
- N.(дочь), княжна. Была замужем за шахом Ирана Сефи I